# Museu de Toulouse Lautrec
El Museu de Toulouse Lautrec està situat a l'antic palau episcopal d'Albi, anomenat palau de la Berbie. Edificat al segle xiii, és el marc inesperat de l'obra del pintor albigès Henri de Toulouse-Lautrec. Més de mil obres, entre les quals els 31 cèlebres cartells, són conservades al si d'aquesta impressionant fortalesa. Aquest fons constitueix la més important col·lecció pública al món consagrada a Toulouse-Lautrec.
Des dels seus quadres de joventut fins als que va fer per al món de l'espectacle, del teatre i del cafè, el Museu Toulouse-Lautrec permet seguir l'evolució d'aquest atípic artista. De fet, s'hi representa una mostra de la seva abundant producció de cada etapa.
Nascut a Albi el 1864, Toulouse-Lautrec és un dels pintors francesos més populars, tant pel seu talent com per la seva personalitat.
A la seva mort el 1901, una bona part de la seva obra es troba al seu taller. La seva mare, la comtessa Adèle de Céleyran, llega aquest conjunt excepcional a la ciutat d'Albi el 1922.
L'any 2002 comencen una gran obra de reestructuració del museu per tal de permetre la restauració del Palau de la Bèrbia. El museu continua obert durant aquest període de treballs.

## Mostra d'obres del museu

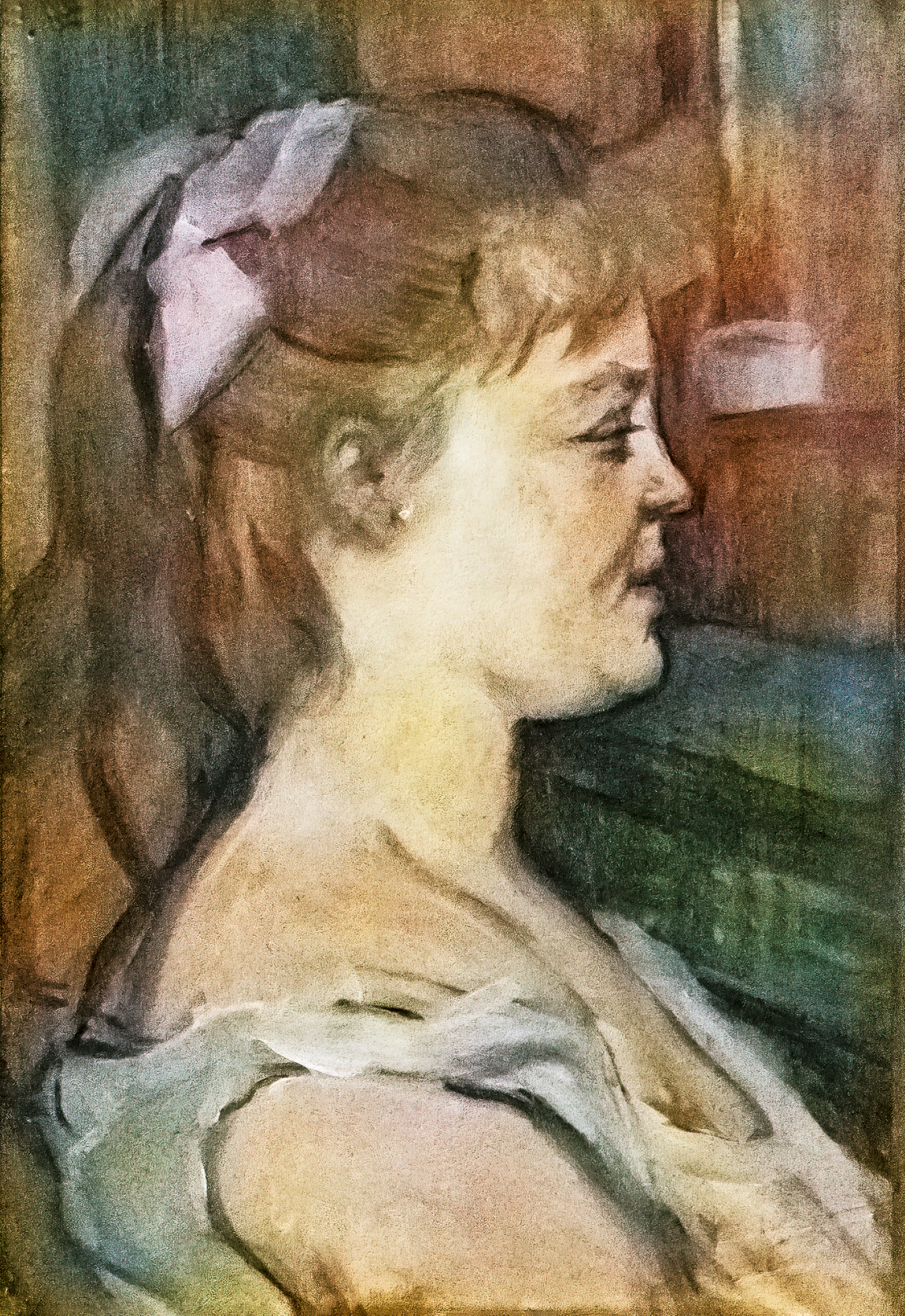
Femme de Maison (1894)
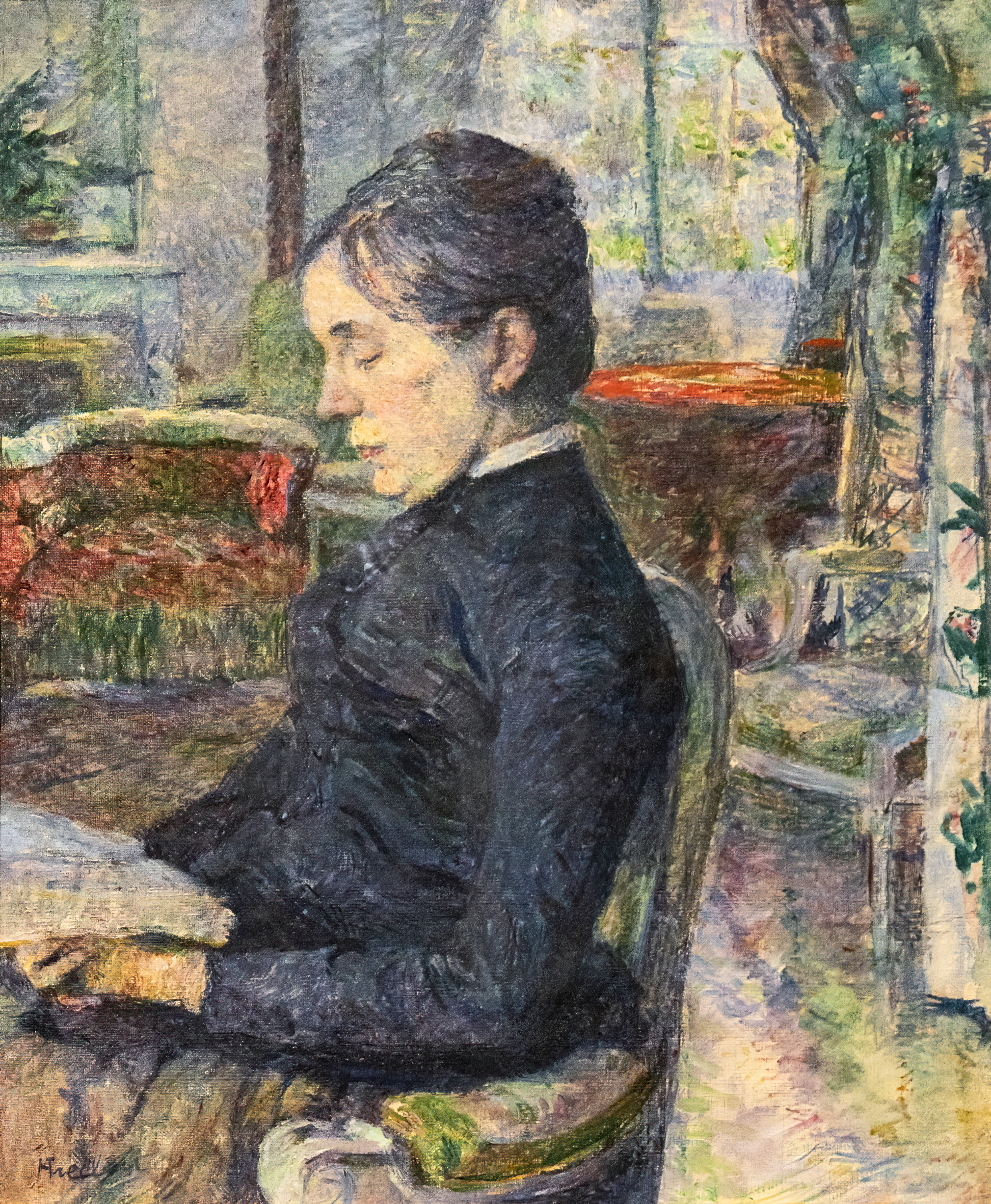
Retrat de la comtessa Adèle Toulouse Lautrec (1880-1890)
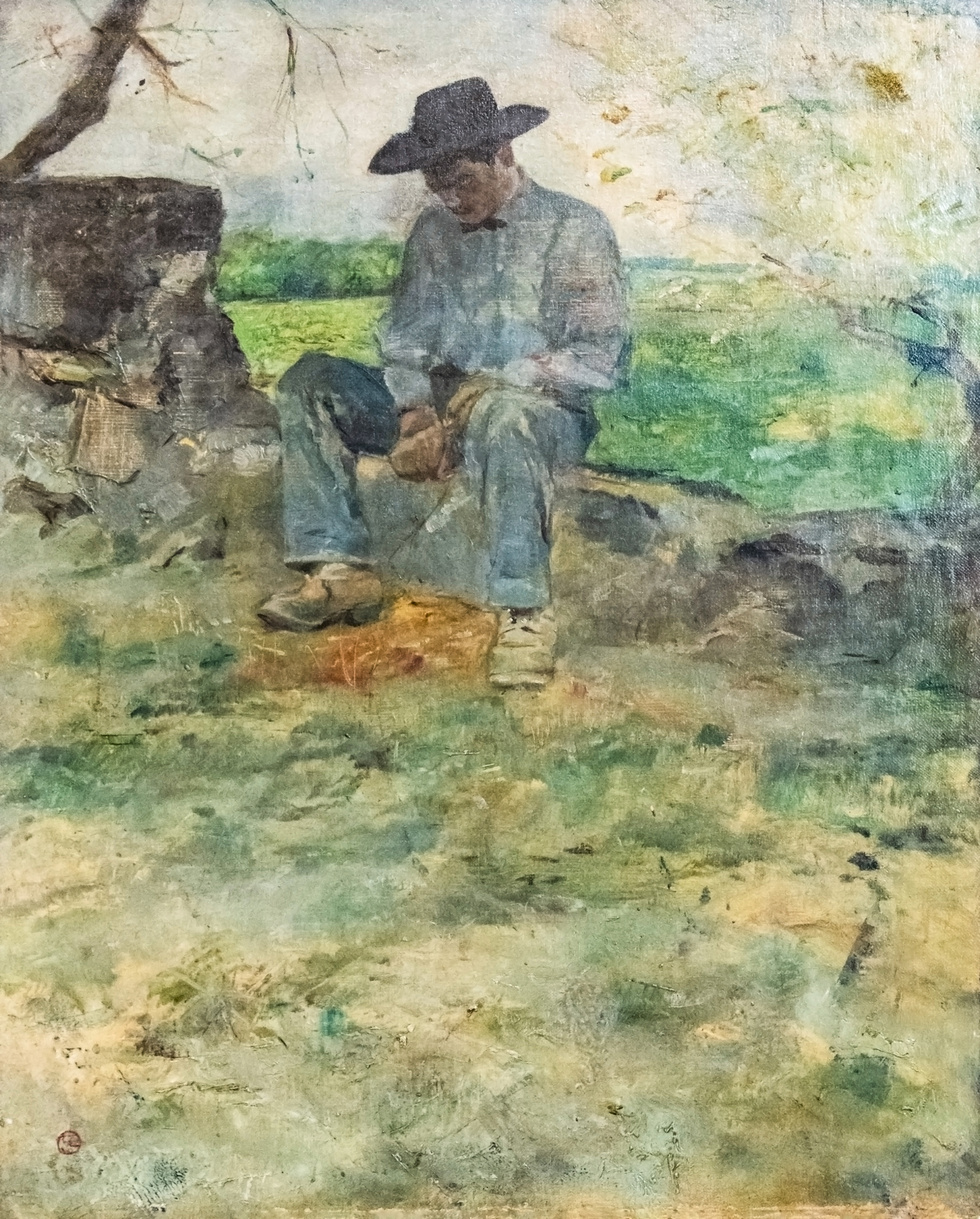
El jove Routy a Céleyran (1882)
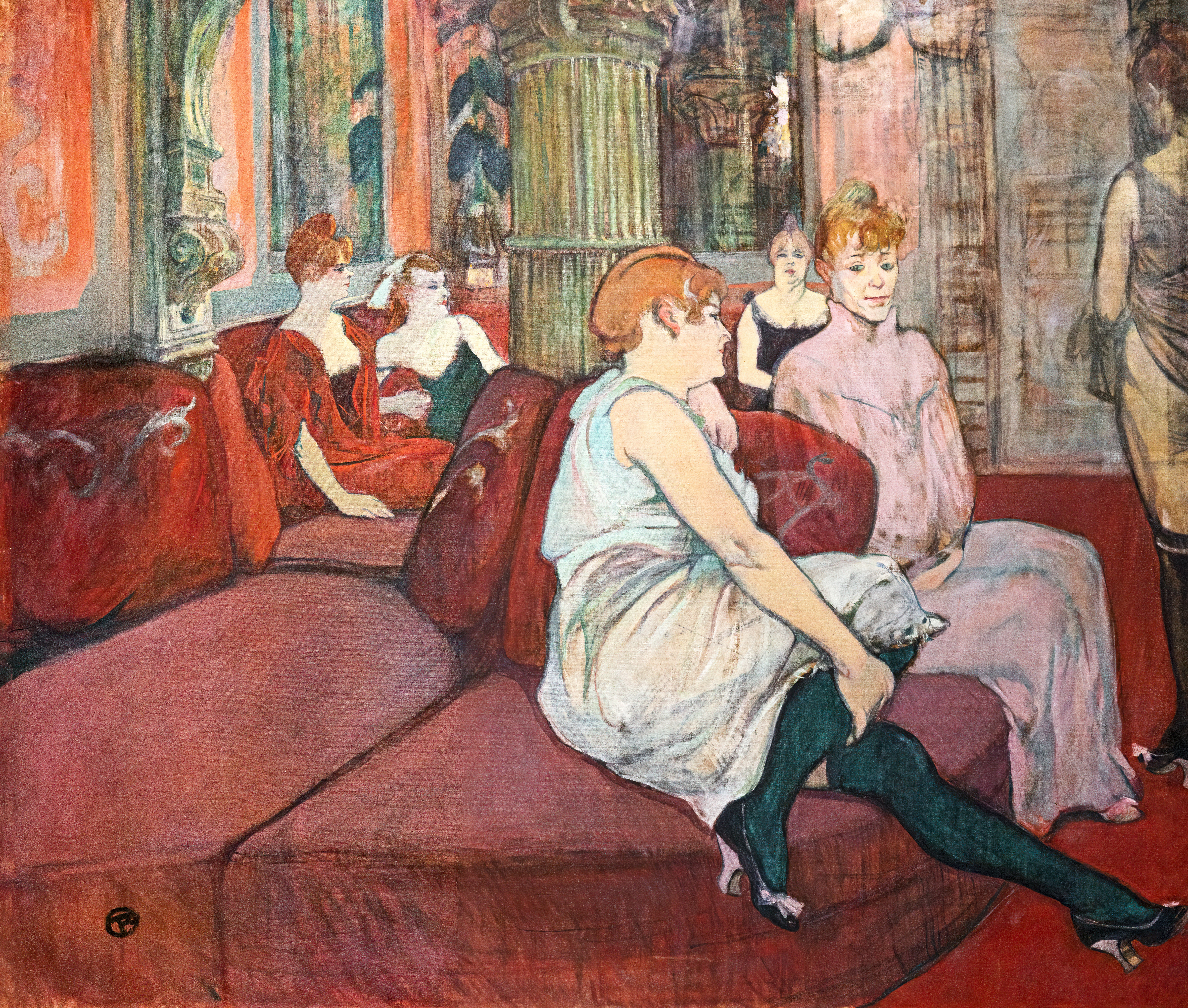
El saló del carrer dels Molins (1894)
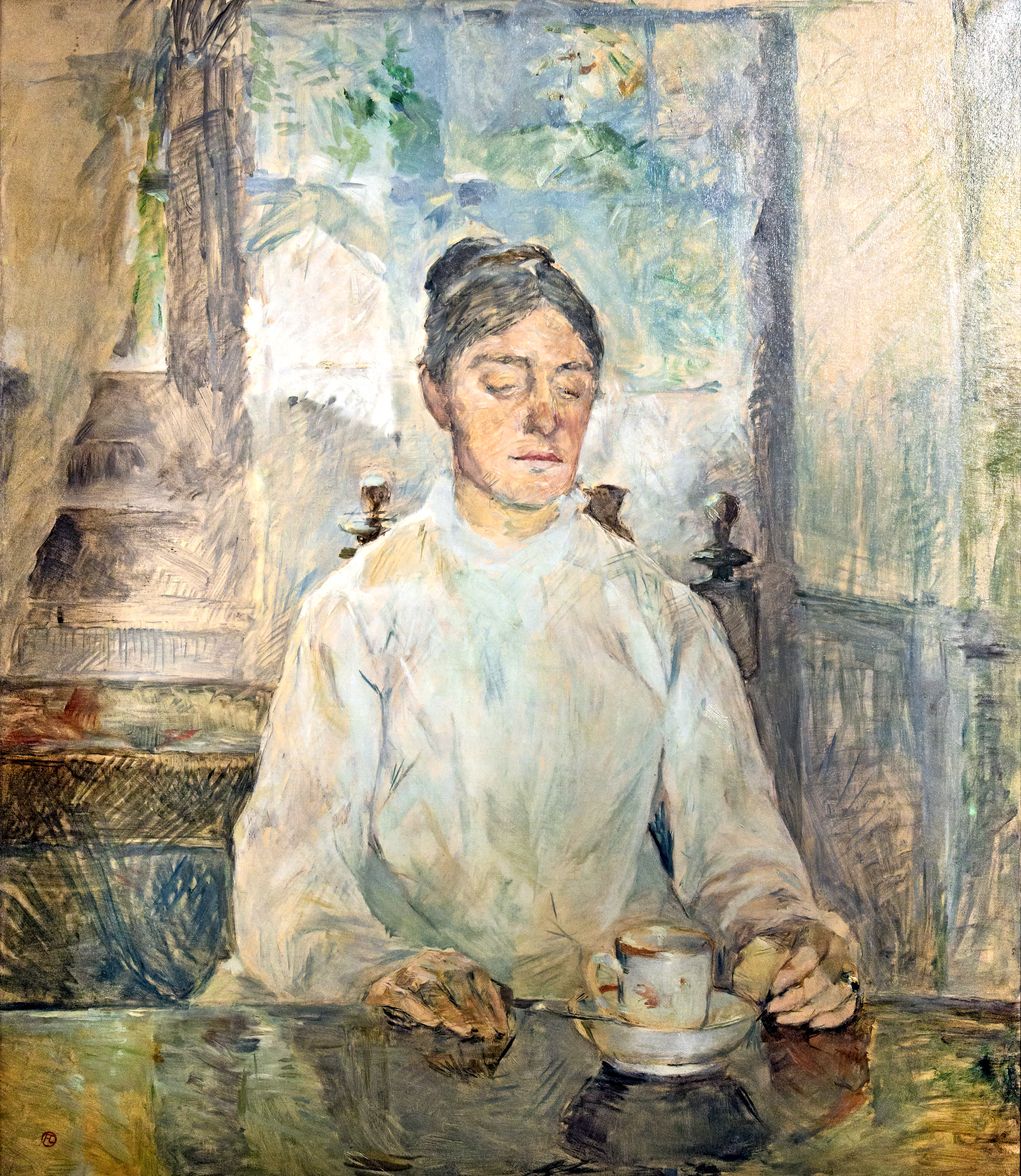
La mare de l'artista, la comtessa Adèle Toulouse Lautrec, amb l'esmorzar (1881-1883)
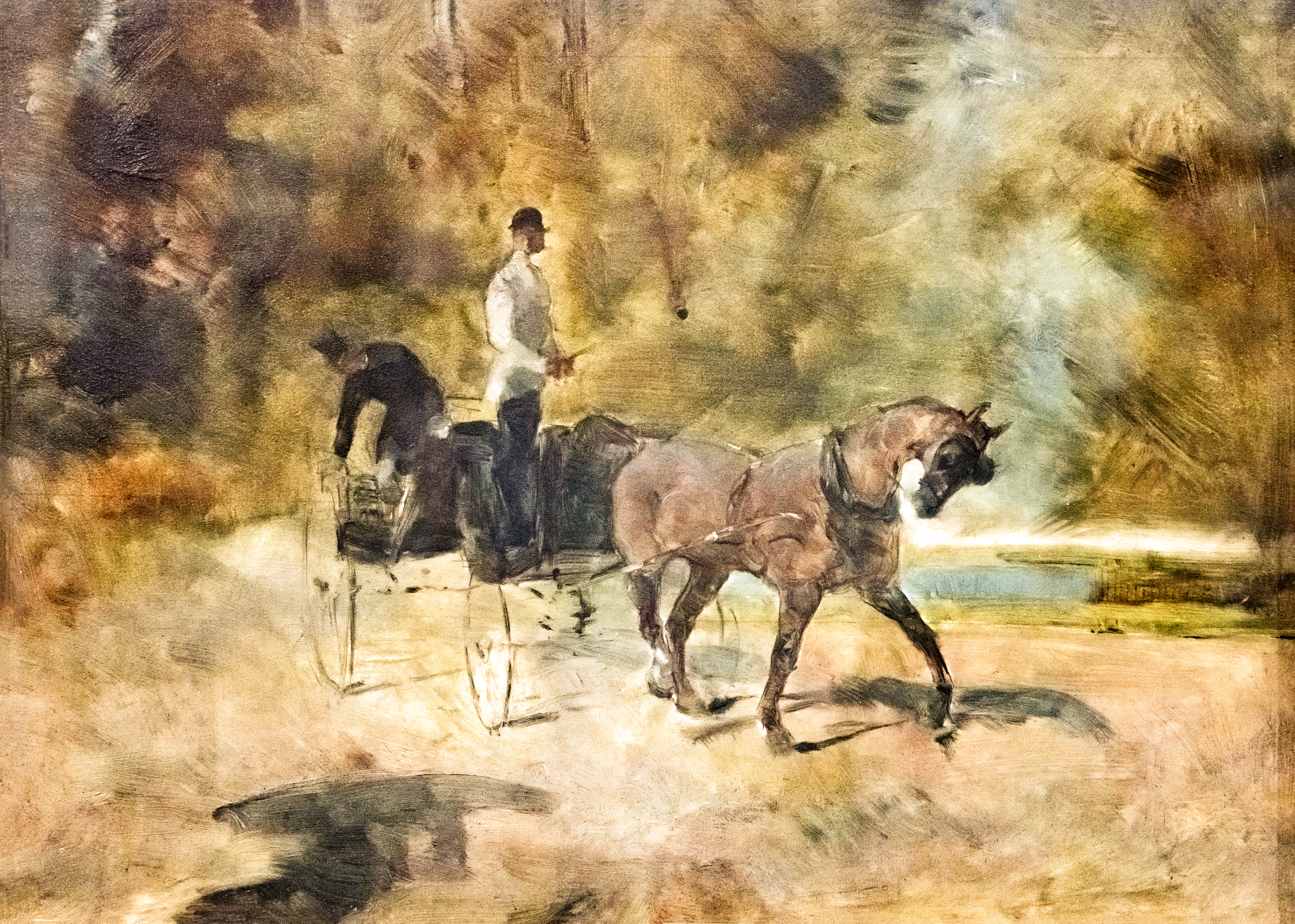
Carruatge (1880)
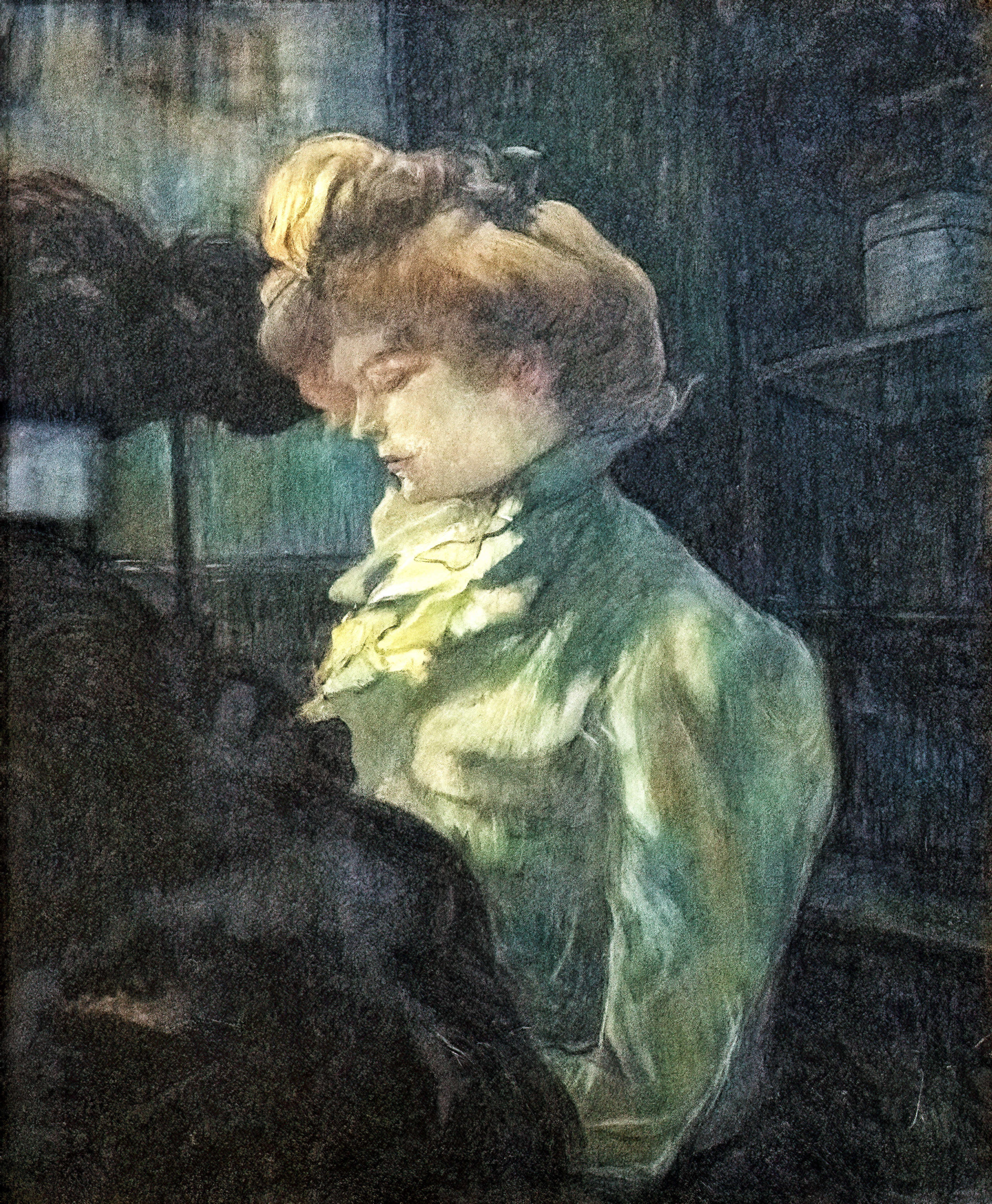
La modista: senyoreta Louise Blouet (1900)
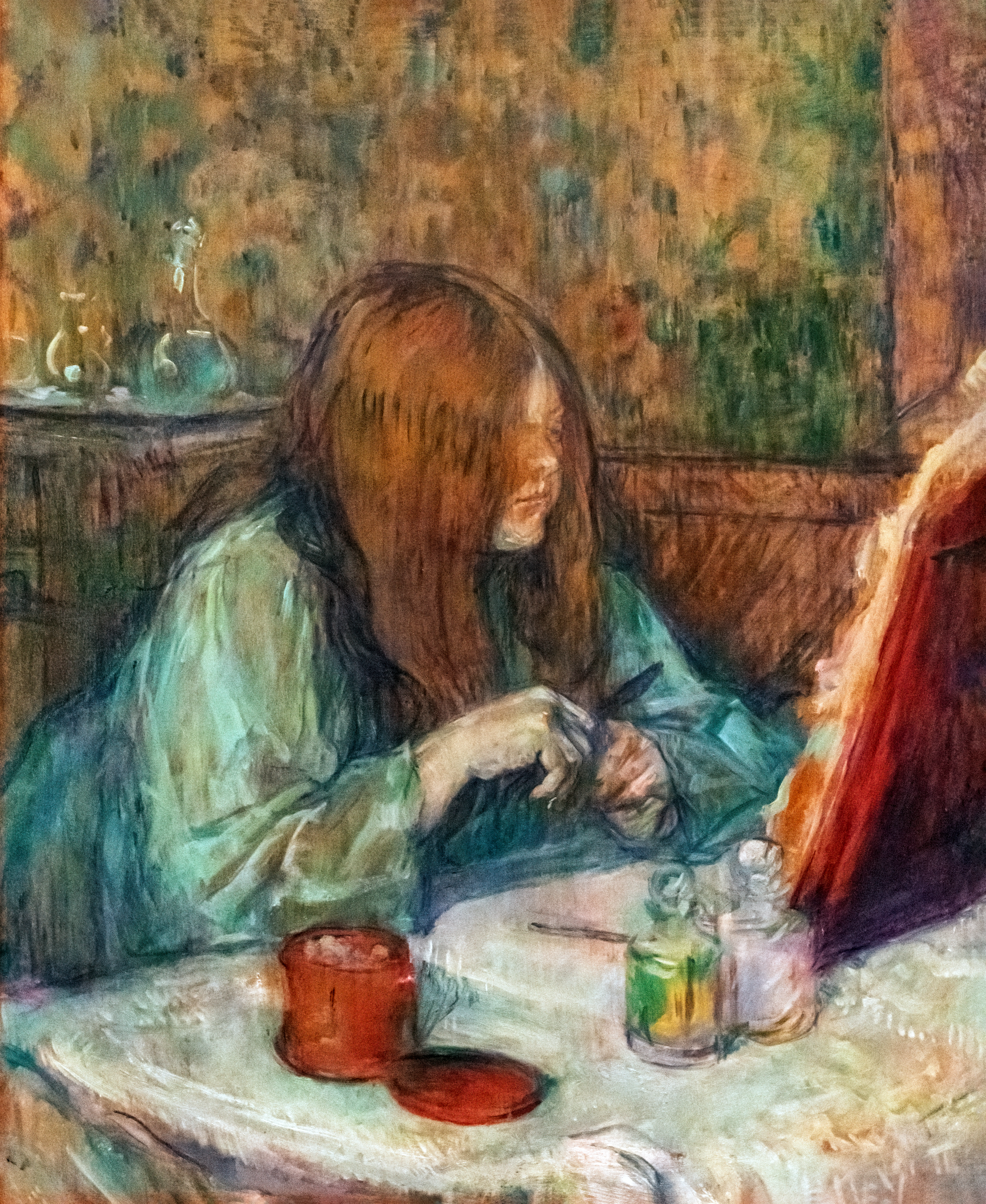
Al bany (1898)
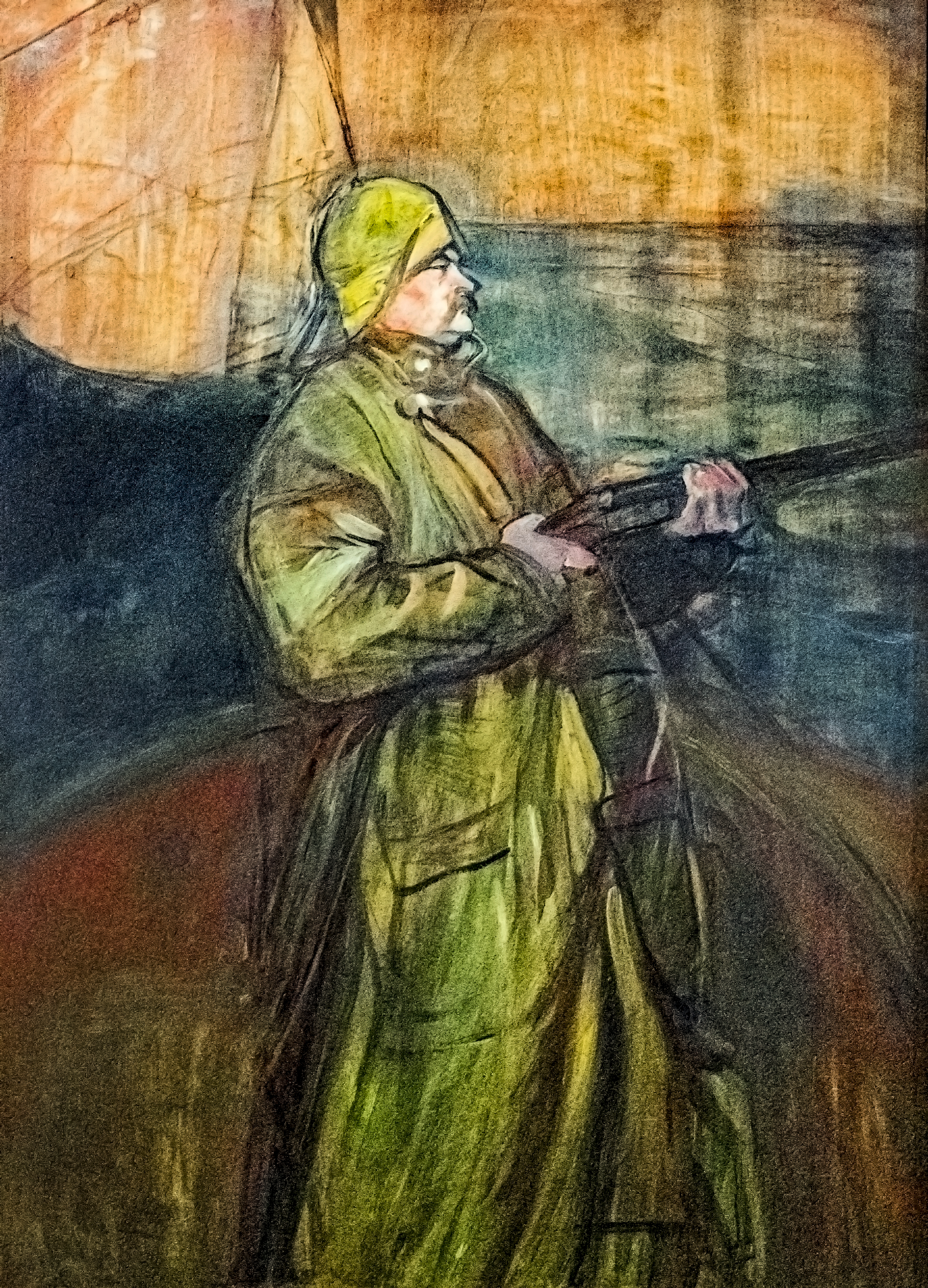
Maurice Joyant a la badia del Somme (1900)
La senyora Dihau al piano (1890)
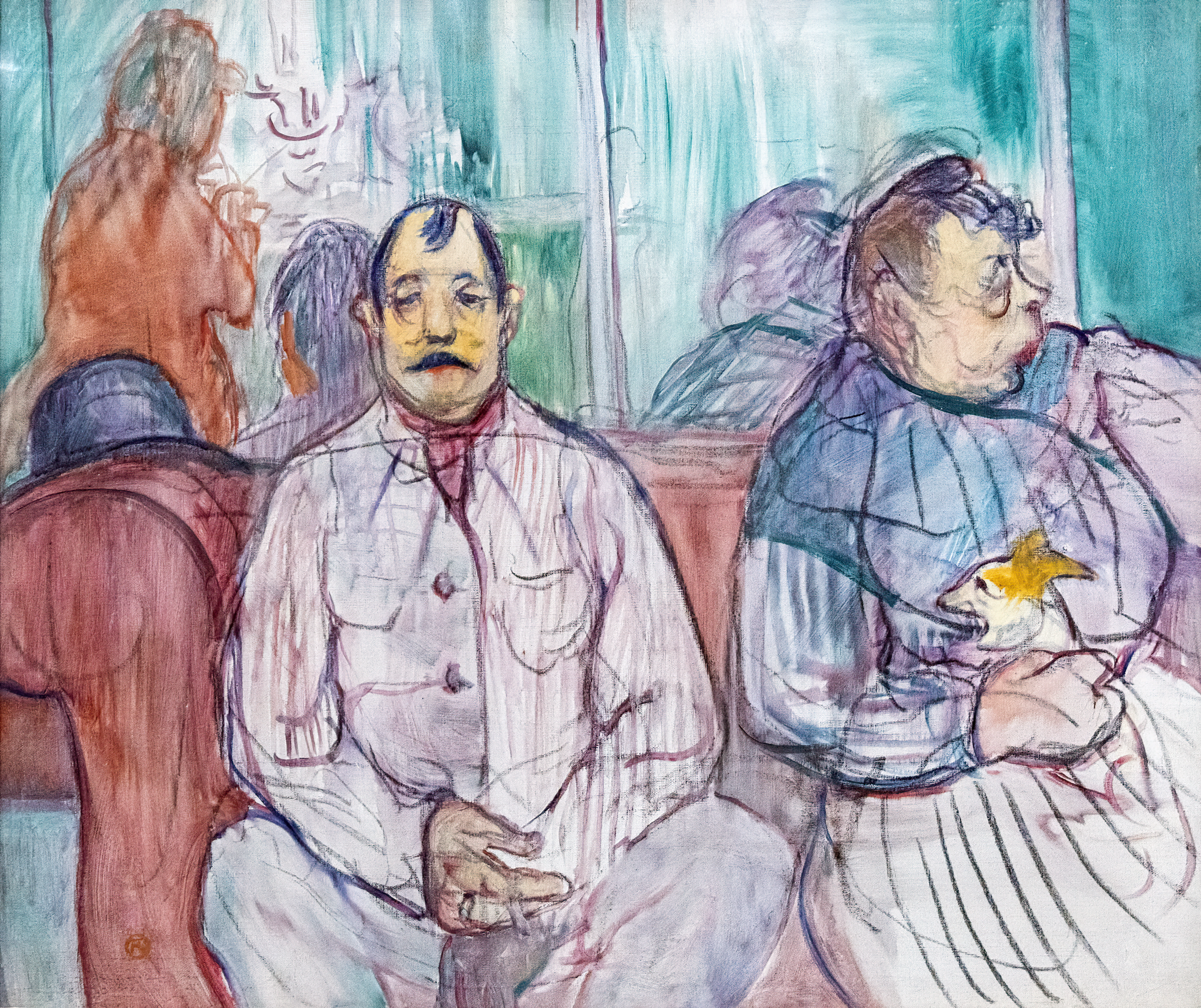
Senyor, senyora, i el petit gos (1893)
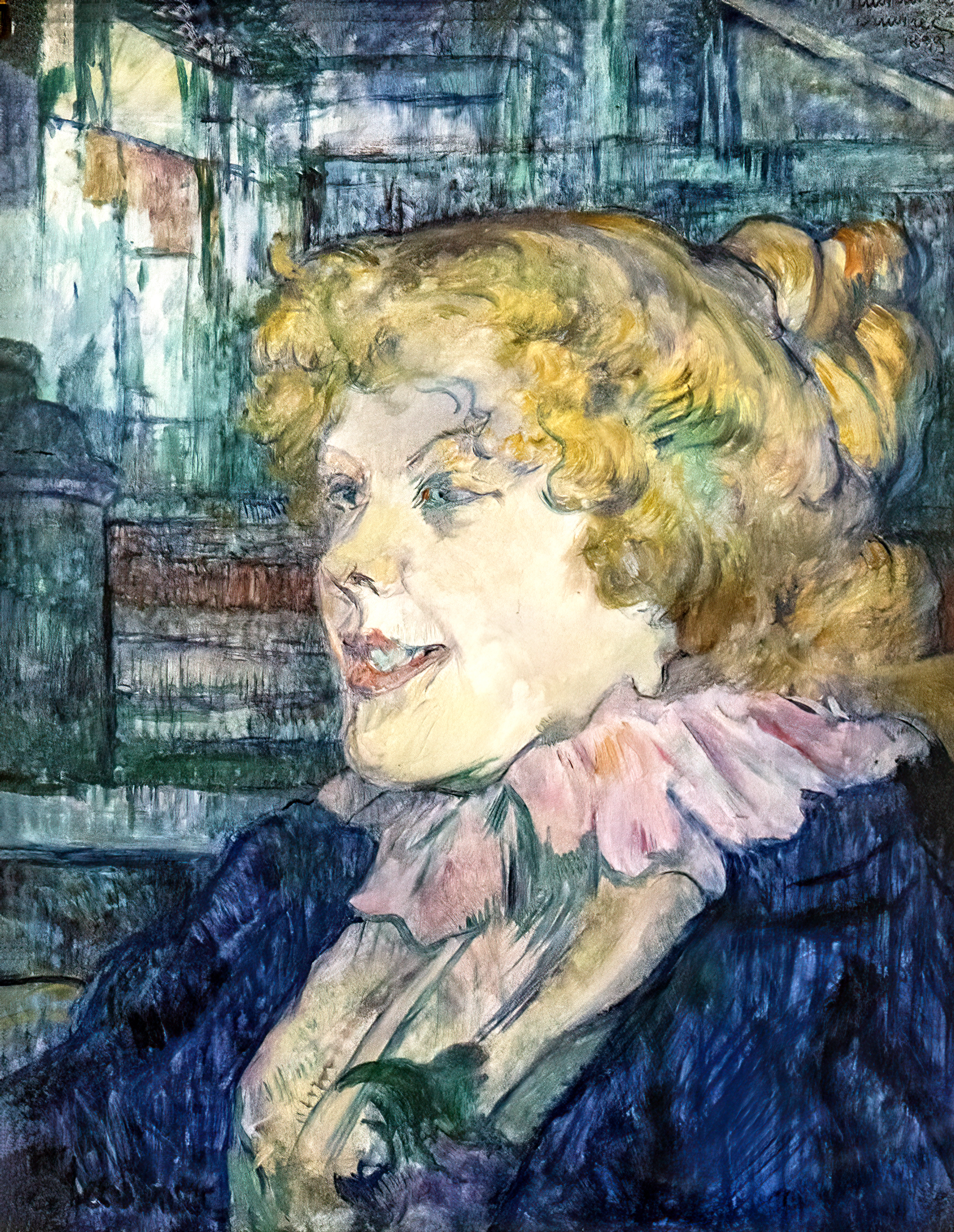
Retrat de Miss Dolly, estrella de Le Havre (1899)
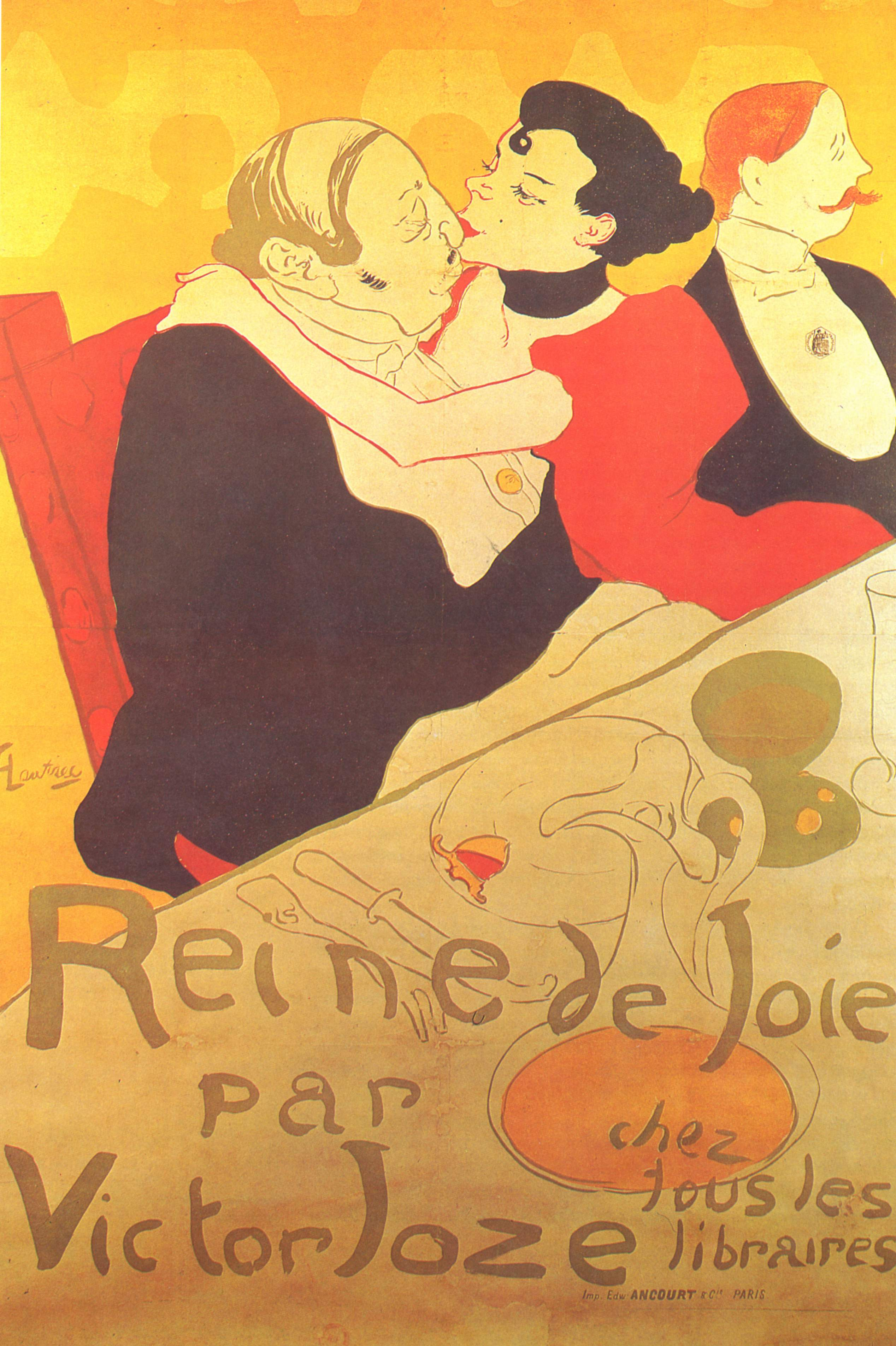
Reine de Joi, cartell (1892)
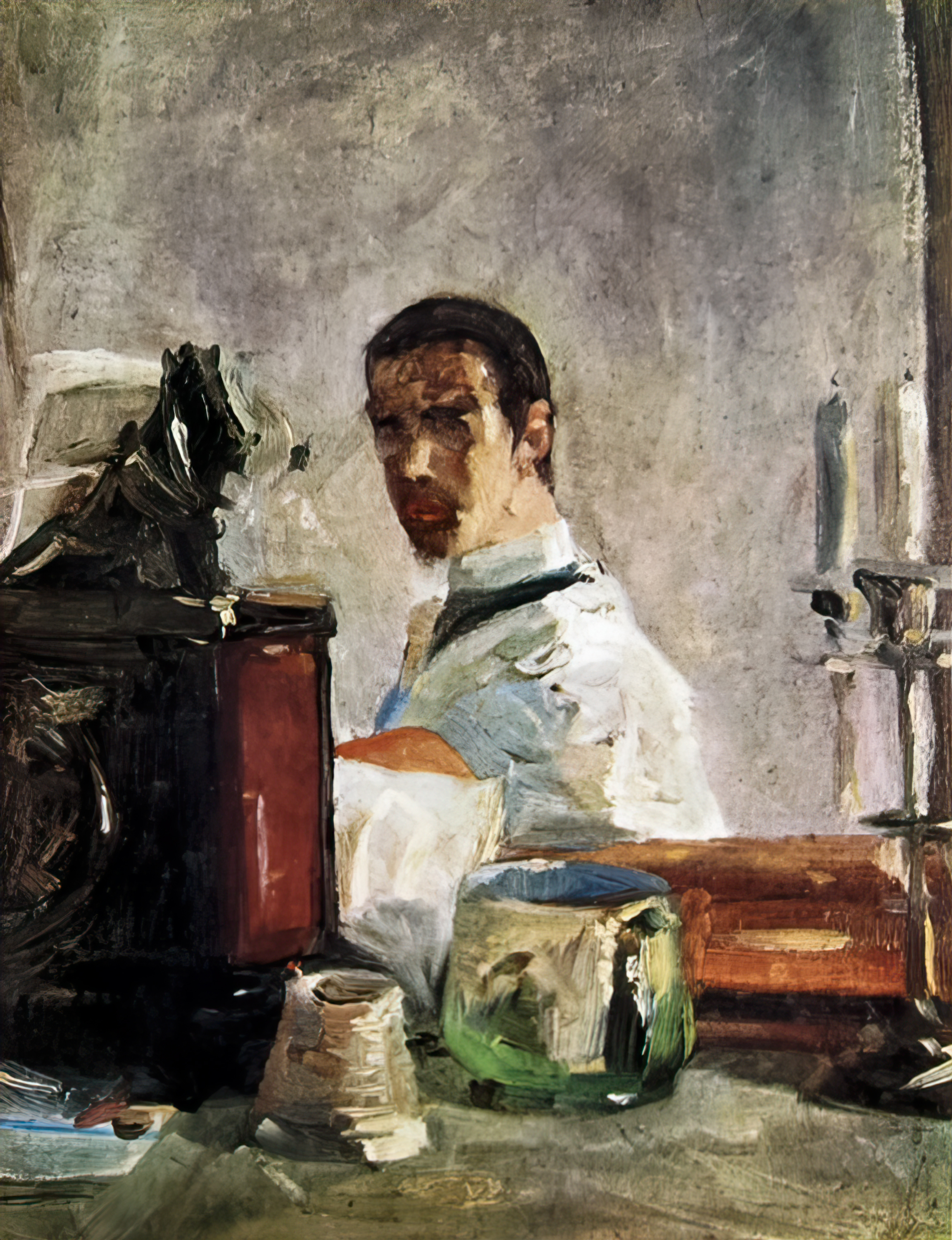
Autoretrat davant d'un mirall (1880)
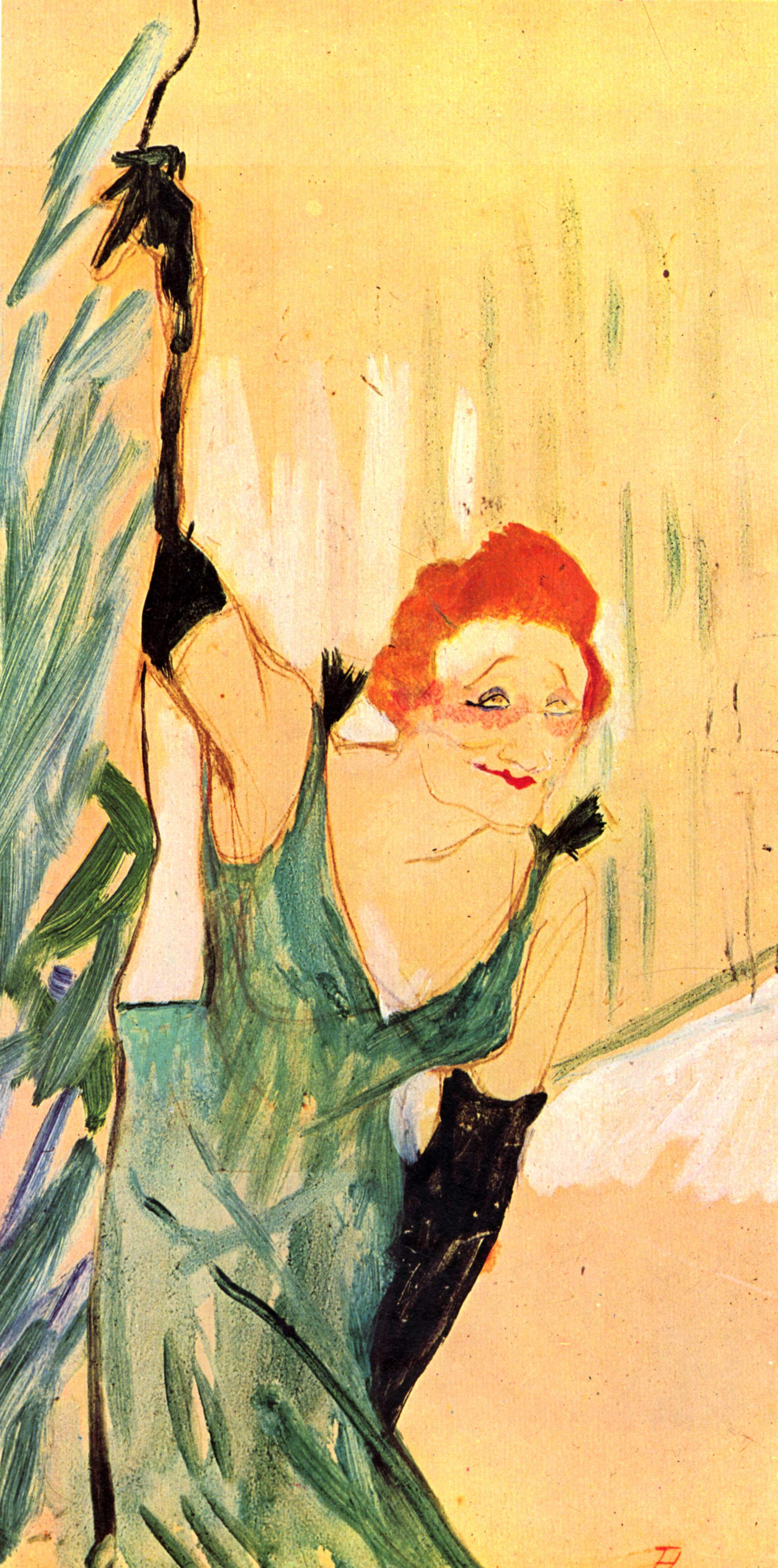
Yvette Guilbert saluda el públic (1894)